# Dolindo Ruotolo
Dolindo Ruotolo (6 de octubre de 1882, Nápoles, Italia - 19 de noviembre de 1970, Nápoles) fue un sacerdote católico exorcista italiano. La Iglesia católica le ha otorgado el título de "siervo de Dios," y una causa como candidato a beatificación, está en curso. Su nombre completo es Dolindo Francisco José Routolo Valle.

## Primeros años
Sus padres fueron Rafael Ruotolo y Silvia Valle. Fue el quinto de once hijos. Fue bautizado el 11 de octubre, donde el nombre de Dolindo es un invento de su padre que para él significa “dolor”, y fue en relación con una visión suya y además le dijo: “tú debes ser no un sacerdote común, sino un apóstol”. Con padres de diferentes niveles sociales, tuvo algunas dificultades familiares.
Desde pequeño tuvo gusto por los asuntos de la iglesia y buscaba el aliento de su boca, una vez que su madre había comulgado la Eucaristía, para transmitirle a su hijo algo de lo recibido, por lo que Dolindo la esperaba con anhelo cada ocasión que ella regresaba de misa.
El significado de dolor, en Dolindo pronto se hizo realidad. A los once meses tuvo la primera operación en las manos. Otra en la mejilla derecha, a los dos años. A los tres años dijo que quería ser sacerdote a su madre. 
En casa había pobreza extrema y un papá estricto e iracundo. No asistió a la escuela primaria. Aprendió como autodidacta a leer en casa, y de la misma manera el catecismo. Hizo tardíamente la primera comunión y confirmación. Empezó a hacer ejercicios espirituales sólo y por sí mismo. Anheló desde pequeño a ser mártir. Inició como monaguillo en la iglesia del Purgatorio.

## Ministerio
Dolindo se autodenominaba “el viejito de María”. Vivía en una pobreza tan grande que su propia familia se alejó de él. Abría los brazos sin miedo para abrazar a los enfermos contagiosos, acariciarlos y besarlos. Se ofreció a sí mismo como alma víctima por la humanidad y fue afligido con muchos sufrimientos, incluyendo una parálisis completa durante los últimos diez años de su vida.
Ruotolo tenía el don de la profecía, escribiendo al obispo Huilica en 1965 que “un nuevo Juan surgirá de Polonia con pasos heroicos para romper las cadenas más allá de los límites impuestos por la tiranía comunista”. Se dice que esta profecía se realizó en el Papa Juan Pablo II.

## Reconocimientos
Dolindo ha sido reconocido como un defensor de la práctica espiritual llamada "espiritualidad de la entrega". El arzobispo polaco Konrad Krajewski, limosnero papal, ha citado la devoción personal de Ruotolo como inspiración. El Padre Pío Pietrecina quien lo trató personalmente, decía que Dolindo era el “Santo apóstol de Nápoles”, que “todo el Paraíso” estaba en su alma, y que una vez le dijo a un grupo de Peregrinos de Nápoles: “¿Por qué vienen aquí conmigo, si tienen a Dolindo en Nápoles?, Vayan a él. Es un santo.
Fue censurado por la Pontificia Comisión Bíblica, porque acusó a los métodos histórico-críticos de ser el producto de un "espíritu maldito de orgullo, presunción y superficialidad, disfrazados bajo investigaciones minuciosas y exactitud literal hipócrita". Y en ese contexto, en 1941 Ruotolo, escribió y distribuyó entre los obispos católicos italianos bajo el seudónimo de "Dain Cohenel", un panfleto que atacaba la erudición bíblica católica, Un gravissimo pericolo per la Chiesa e per le anime. II sistema critico-scientifico nello studio e nell'interpretazione della Sacra Scrittura, le sue deviazioni funeste e le sue aberrazioni , (Un peligro gravísimo para la Iglesia y para las almas. El sistema crítico-científico en el estudio e interpretación de la Sagrada Escritura, sus fatales desvíos y sus aberraciones). Sin embargo fue siempre obediente a la autoridad de la iglesia.
Tiene fama de haber logrado gracias y carismas extraordinarios, como fruto de la adoración Eucarística, y contemplativa, así como las mortificaciones, como que hablaba con personajes en el cielo, como la Virgen, Jesucristo, su ángel de la guarda y Santa Gema Galgani. Leía en oración el corazón de la gente, por su intercesión de oración, sanaba enfermos, era sujeto de bilocación, y choques nocturnos con el diablo, y alta demanda para escuchar sus sermones, confesiones e intercesiones y consejos. Por ello se inició el proceso de beatificación. 

## Obra
Ruotolo fue autor de un comentario bíblico de diez mil páginas, en 33 libros "La Sacra Scrittura", que el 20 de noviembre de 1940 fue incluida en el Índice de Libros Prohibidos.